# Poço do Canto
Poço do Canto es una freguesia portuguesa del concelho de Mêda, en el distrito de Guarda, con 16,22 km² de superficie y 443 habitantes (2011). Su densidad de población es de 27,3 hab/km².
La freguesia se integra en el municipio de Mêda desde 6 de noviembre de 1836, después de haber sido parte de de Ranhados, extinto por la Revolución Setembrista.
Dista cinco kilómetros de Mêda. A esta freguesia pertenecen los lugares limítrofes de Cancelos de Cima, Cancelos de Baixo, Cancelos do Meio, Sequeiros y Vale de Porco. En las proximidades de Poço do Canto está situado el monte de Santa Colomba, desde donde se divisa un panorama verdaderamente soberbio.